# Cristián Torres (ur. 1985)
Cristián Torres (ur. 18 czerwca 1985 w Vicente López) – łotewski piłkarz pochodzenia argentyńskiego występujący na pozycji pomocnika w klubie FK Lipawa.

## Życiorys
1 lipca 2003 został zawodnikiem klubu Club Atlético Colegiales. Od 1 lipca 2007 do 1 lipca 2009 był zawodnikiem Daugavy Ryga. 1 lipca 2009 został zawodnikiem FK Qəbələ, gdzie przebywał do 1 lipca 2011. Wraz ze swoją drużyną w sezonie 2010/2011 zdobył tytuł mistrza Azerbejdżanu. 1 lipca 2011 został zawodnikiem klubu Rəvan Baku. Od 14 stycznia 2013 do 20 maja 2013 był zawodnikiem Qarabağu Ağdam. W sezonie 2012/2013 wraz z Qarabağiem Ağdam zdobył trzecie miejsce w Premyer Liqa. 29 sierpnia 2013 powrócił do Rəvanu Baku. 1 marca 2014 został zawodnikiem FK Liepāja. W sezonie 2015 zdobył tytuł mistrza Łotwy. 2 września 2016 zadebiutował w reprezentacji Łotwy w meczu przeciwko reprezentacji Luksemburga. W 2017 roku zdobył Puchar Łotwy. W 2018 roku wraz z reprezentacją Łotwy zwyciężył w Baltic Cup.